# Bulevar de la Avenida Colombia
El Boulevard de la Avenida Colombia, conocido también como el Boulevard del Río por estar situado a orillas del río Cali, es un bulevar ubicado en el centro histórico de la ciudad de Santiago de Cali, Colombia. Porta el nombre de la avenida que otrora transitaba en el lugar donde hoy se encuentra el bulevar y la cual sigue funcionando por medio de un túnel ubicado directamente debajo de éste, siendo este el túnel urbano más largo de Colombia.

## Historia

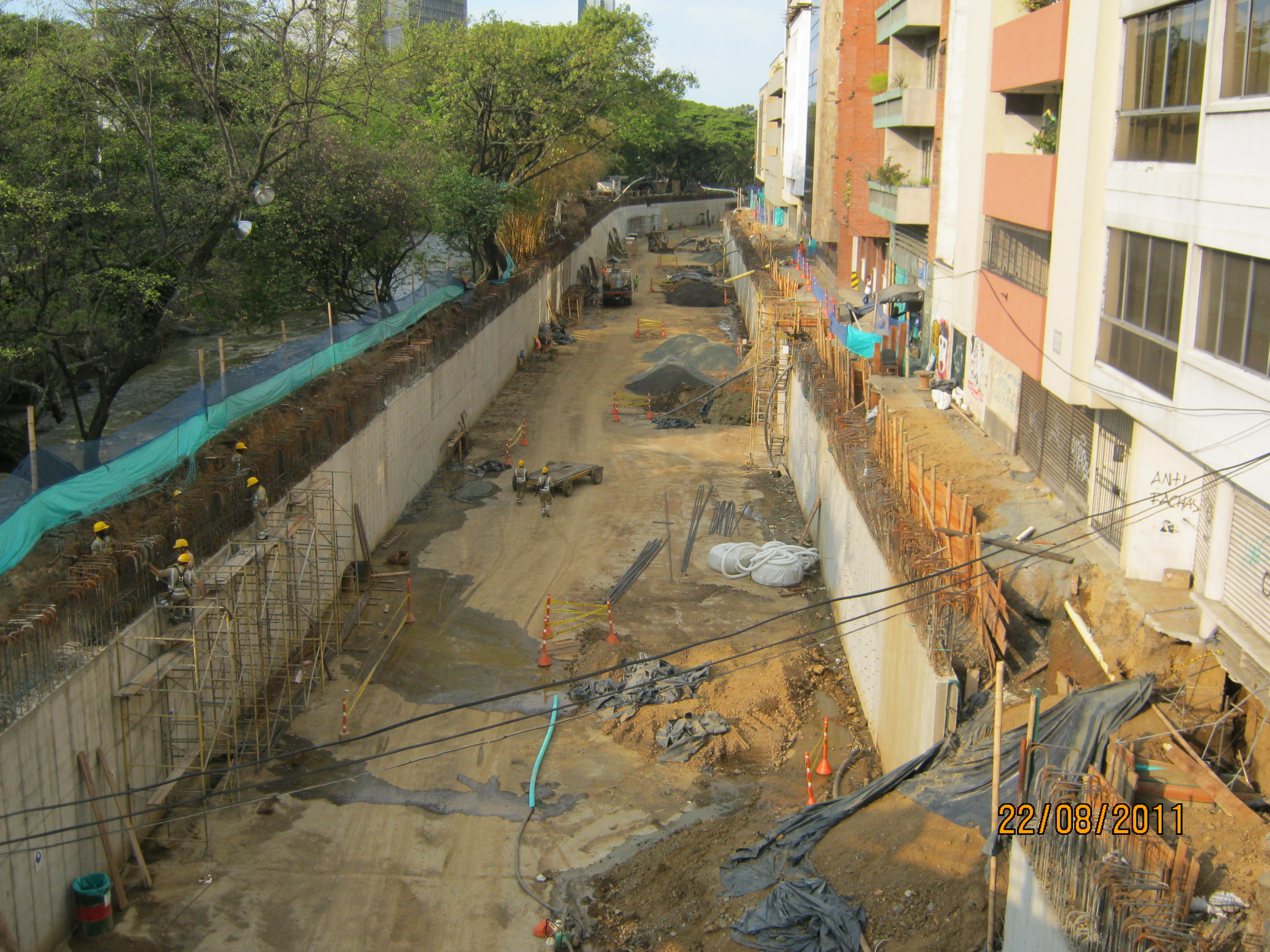
Foto de la construcción del hundimiento de la Avenida Colombia.

El bulevar y el túnel se empezaron a construir el 11 de enero de 2012 dentro de uno de los macroproyectos de renovación urbanística llamados "Megaobras" y se inauguró el 16 de mayo de 2013. El objetivo del proyecto fue otorgarle a la ciudadanía una plazoleta a lo largo del río Cali que conectara los distintos puntos de interés turístico que se encuentran en esta zona central de la ciudad, además de darle a los ciudadanos un lugar de esparcimiento. La plazoleta también une el Centro Administrativo Municipal (CAM) con esta parte de la ciudad. El anuncio se dio en el marco del Día mundial de la bicicleta y de la ampliación de las ciclovías en la ciudad, que se prevé pasen de 36 km a 220 km totalmente interconectadas.
En un principio se decidió que el bulevar tendría una vía exclusiva para el tránsito de buses del sistema Masivo Integrado de Occidente (MIO), pero desde diciembre de 2013 durante las fiestas navideñas Metrocali decidió suspender el tránsito de buses para evitar accidentes. El bulevar fue de uso exclusivamente peatonal desde entonces hasta el 24 de abril de 2016, fecha en la que se anunció - en el marco del Día mundial de la bicicleta - que el carril de uso exclusivo para buses del MÍO que se encontraba sin uso se usaría desde entonces como un bicicarril.

## Impacto social

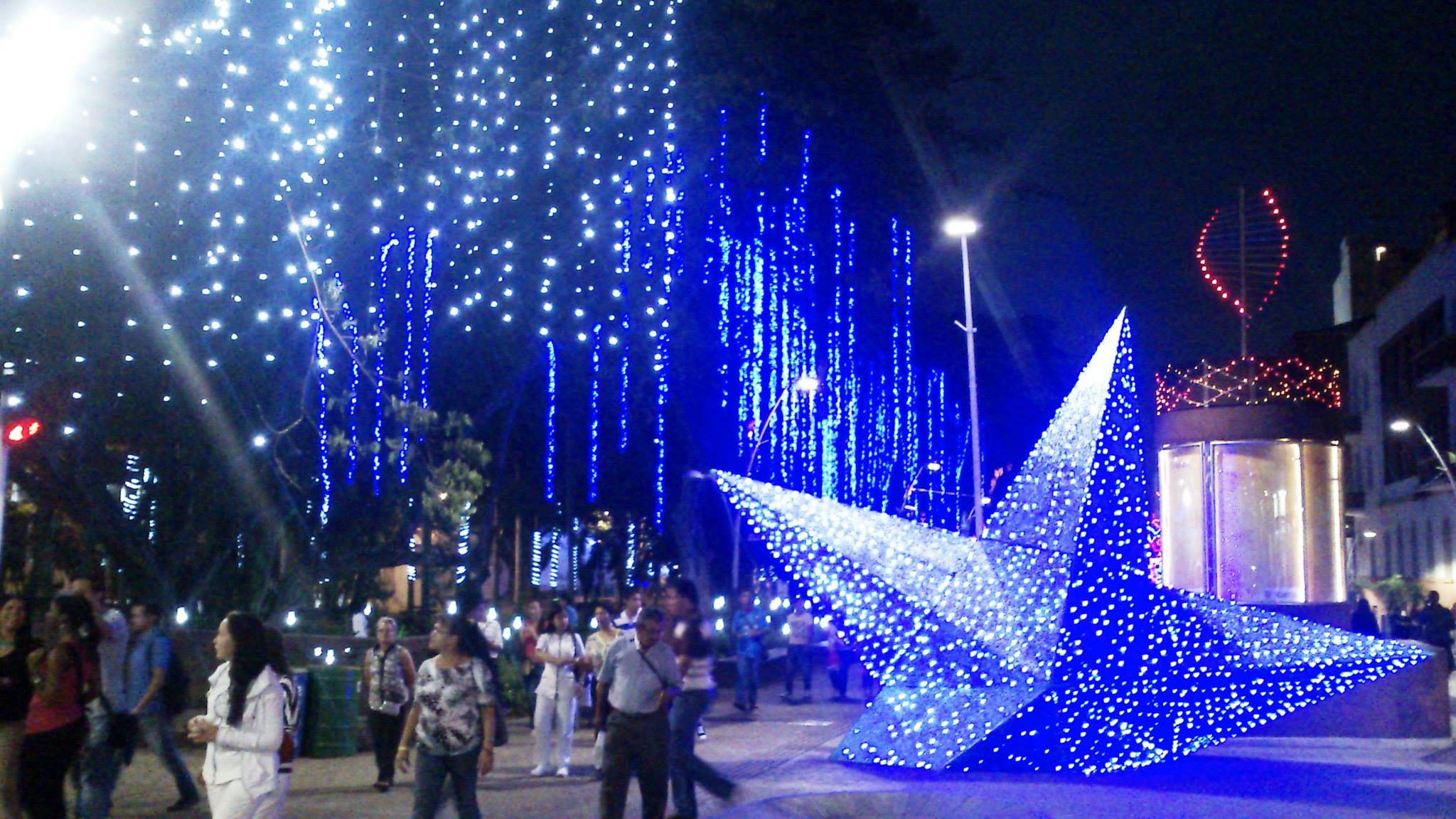
Alumbrado navideño en el bulevar.

El bulevar se convirtió rápidamente en un lugar de encuentro para los caleños y turistas que visitan la ciudad. Por su ubicación el bulevar se encuentra en una zona con varios lugares de interés histórico, además de encontrarse cerca del centro de la ciudad, de intensa actividad comercial. También se convirtió en un foco cultural de la ciudad y frecuentemente se pueden ver distintas exposiciones artísticas y culturales a lo largo del bulevar.
Sobre el bulevar mismo se pueden encontrar varios monumentos y esculturas, como el busto dedicado al prócer haitiano Alexandre Pétion y las distintas esculturas de las gatas del Gato de Tejada. En su extremo oriental el bulevar conecta con el Parque de los poetas y la Iglesia la Ermita.
Durante las festividades navideñas el bulevar es el centro del alumbrado de esta parte de la ciudad, lo que provoca una gran afluencia de visitantes que se reúnen para ver los adornos navideños y presenciar los distintos eventos culturales y artísticos que se llevan a cabo sobre el bulevar en esas fechas.